# Феликс Палма
Феликс Хосе Палма (на испански: Félix Palma) е испански писател на бестселъри в жанра фентъзи и научна фантастика.

## Биография и творчество
Феликс Хосе Палма е роден на 16 юни 1968 г. в Санлукар де Барамеда, Испания. Завършва гимназия „Франциско Пачеко“ и журналистика в Университета на Севиля. След дипломирането си работи като журналист и литературен критик.
На 22 години публикува първия си разказ в списание. Първият му сборник с разкази „El vigilante de la salamandra“ (Пазачът на саламандъра) е публикуван през 1998 г. Следват сборниците „Методи за оцеляване“, „Вътрешните“, „Паякообразни“ и „Най-малкият спектакъл на земята“.
Първият му роман „La hormiga que quiso ser astronáuta“ е издаден през 2001 г.
През 2008 г. е публикуван първият му роман „Картата на времето“ от поредицата „Викторианска трилогия“. На фона на Лондон от 1896 г. и открития начин за пътуване във времето се пресичат пътищата на Клеър Хагърти, копнееща за истинската любов в бъдещето, Андрю Харингтън, желаещ да отиде в 1888 г., за да спаси любимата си, и на главния герой, писателя Хърбърт Уелс, който единствен може да им помогне. Смесвайки различни жанрове, измислени и действителни личности, писателят създава оригинална интригуваща история, за която пространството и времето не са ограничения. Книгата става бестселър и е удостоена с наградата „Атенео де Севиля“.
Произведенията на писателя са преведени на над 25 езика и са издадени в над 30 страни по света.
Към дейността си като писател е редактор на различни антологии.
Феликс Палма живее в Испания.

## Произведения

### Самостоятелни романи
- La hormiga que quiso ser astronáuta (2001)
- Las corrientes oceánicas (2005) – награда „Луис Берингуер“

### Серия „Викторианска трилогия“ (Trilogía Victoriana)
1. El mapa del tiempo (2008) – награда „Атенео де Севиля“
Картата на времето, изд. „Изток-Запад“, София (2011), прев. Светла Христова
2. El mapa del cielo (2012)
Картата на небето, изд. „Изток-Запад“, София (2015), прев. Светла Христова
3. El mapa del caos (2014)

### Сборници
- El vigilante de la salamandra (1998)
- Métodos de supervivencia (1999)
- Las interioridades (2001) – награда „Тифлос“
- Los arácnidos (2003) – награда „Кортес де Кадис“
- El menor espectáculo del mundo (2010)